# 上妻宏光
上妻宏光（1973年7月27日—），日本茨城县日立市人，是一名津轻三味线艺术家。津轻三味线比普通的三味线在尺寸上相对更厚。

## 音乐作品

### 专辑
- AGATSUMA（2001年9月7日）
- BEAMS（2002年7月26日）
- Classics（2003年3月12日）
- Beyond（2004年1月28日）
- （2005年2月16日）
- ○ -エン-（2006年8月9日）
- （2007年8月8日）
- THE BEST OF HIROMITSU AGATSUMA-freedom- （2010年7月28日）

### 单曲
- （2007年5月30日，只限定在日本北海道发行）